# 田畑政治
田畑 政治（たばた まさじ、1898年12月1日 - 1984年8月25日）は、日本の教育家、新聞記者、水泳指導者。静岡県浜名郡浜松町成子（現・浜松市中央区成子町）出身。
長きに渡り日本水泳連盟会長を務めた他、1964年東京オリンピックの招致活動におけるキーマンの一人として知られる。

## 生涯

### 誕生から朝日新聞社時代

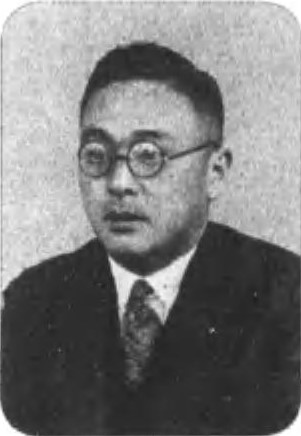
朝日新聞社時代の田畑（1929年）

田畑は1898年（明治31年）12月1日、浜名郡浜松町成子（現・浜松市中央区成子町）にて生まれた。実家は造り酒屋であった。
旧制静岡縣立浜松中学校（現・静岡県立浜松北高等学校）、第一高等学校（現・東京大学教養学部）を経て、東京帝国大学法学部政治学科を卒業後、1924年（大正13年）に朝日新聞社（東京朝日新聞）に入社する。その後は政治経済部長などを務め、1947年（昭和22年）に東京本社代表に就任し、1949年（昭和24年）に常務に就任した。
新聞記者としては二・二六事件を体当たり取材し、朝日新聞社が右翼の襲撃を受けるような記事を書いた。この時、多額の過勤料を支給されたが、実家が裕福で給与に無関心であったため、初めて朝日新聞社に過勤料という制度があることを知った。
また大阪をエリアとする放送局である朝日放送が設立される際には、常務取締役時代の田畑自身が東京と大阪を往復するなどして奔走したと伝わり、朝日新聞社から朝日放送へ移籍する社員については「本社からの出向という形」にすることを田畑が認めたという記録が残っている。
1952年2月22日、田畑は朝日新聞社を退社した。
1953年（昭和28年）の第26回衆議院議員総選挙に、朝日新聞社時代のかつての上司だった緒方竹虎が所属している自由党公認で静岡3区から立候補し、30,345票を獲得するも次々点で落選した。

### スポーツ指導者として
一方で、田畑は水泳指導者としても活動し、1932年（昭和7年）のロサンゼルスオリンピックなどの大きな大会で日本代表の監督を務めた。新聞記者でありながら水泳に全力を尽くせたのは、上司の緒方の理解があったからである。
1939年（昭和14年）には、日本水泳連盟（当時の名称は大日本水上競技連盟）会長の末弘厳太郎が大日本体育会（後の日本体育協会）理事長に就任したことから、田畑も末弘を支えるべく新たに設けられた理事長に就任した。
戦後の1948年（昭和23年）には日本水泳連盟の会長に就任、同年のロンドンオリンピック参加を断られた当時の日本代表（古橋廣之進・橋爪四郎ら）の実力を見せつけるべく、日本選手権の決勝をロンドン五輪と同日開催とするなどの策士ぶりを発揮、翌1949年（昭和24年）の国際水泳連盟（FINA）復帰につなげるなど大胆な組織運営を行った。
その後も田畑は1952年（昭和27年）のヘルシンキオリンピック、1956年（昭和31年）のメルボルンオリンピックと二大会連続で日本選手団の団長を務めた。
戦後間もない時期から東京へのオリンピック招致を訴えており、五輪招致活動においては中心人物の一人として以前から親交のあったフレッド・イサム・ワダなどの人物を招致委員に引き込むなど活躍する。
1959年（昭和34年）に1964年（昭和39年）の東京開催が決定すると、田畑もその組織委員会の事務総長に就任し開催に向けて活動した。正式種目に女子バレーボールを加えるロビー活動の陣頭指揮にも立ったという。
しかし、1962年（昭和37年）の第4回アジア競技大会でホスト国のインドネシアが台湾とイスラエルの参加を拒否し、それに対して国際オリンピック委員会（IOC）がこの大会を正規な競技大会と認めないという姿勢を打ち出したことで日本選手を出場させるべきかという問題に巻き込まれることになった。最終的に日本選手団は（競技自体が中止された）重量挙げを除いて出場したものの、この問題の責任を取る形で田畑はJOC会長で組織委員会会長の津島寿一とともに辞任することとなった（組織委員会事務総長は与謝野秀が後継）。この時の心情について、後年自らの著書に「血の出る思いをして、われわれはレールを敷いた。私が走るはずだったレールの上を別の人が走っている」と記している。
田畑は東京オリンピックにおける競泳陣惨敗を受け、水泳日本復活に向けた強化策として1968年（昭和43年）の東京スイミングセンター設立に関わった。のちに東京スイミングセンターから北島康介・中村礼子・上田春佳ら複数のオリンピックメダリストが誕生した。
その後、田畑は1972年札幌オリンピックにも関わり、1973年（昭和48年）には日本陸上競技連盟出身の青木半治の後を受けて第10代日本オリンピック委員会（JOC）委員長に就任した〈 - 1977年（昭和52年〉）。

### 晩年
晩年はパーキンソン病、特にその中でも治りにくいとされていた脳萎縮に罹患し、徐々に身体が不自由になり口がもつれるようになり、約10年もの間、病状の悪化に苦しむ事になった。
1982年（昭和57年）2月15日に東京スイミングセンターの理事会後に催された水泳関係者のパーティーに出席した時に、出された食事が喉につまってしまい呼吸困難に陥り救急車で搬送された。その際一時的に酸欠となってしまったため脳障害も起こり、手足が不自由となり意識も半濁となり、食べることや喋ることも出来なくなった。
小康状態にあり、辛いリハビリもこなし、自宅へ3泊4日程の帰宅が許された時期もあったが、病状が悪化し意識が低下。家族や親しい人たちにはわずかに反応するものの、一般の見舞い客の識別はほぼ出来なくなり、元気だった頃の田畑の見る影も無く弱々しくなった。
1984年（昭和59年）7月12日、喉に痰が詰まり呼吸が一時的に停止し集中治療室に移された。もはや回復の見込みは無くなり危篤に陥り、痰を取り出すための喉の切開手術を受けるなどの処置を受けたものの25日夕方には「翌朝まで」との医師からの宣告を受けた。ところが田畑の強靭な心臓は再び脈を打ち始め、肺炎の兆候さえも和らぎ、主治医さえも驚く状態に持ち直した。
日本時間の1984年（昭和59年）7月29日、ロサンゼルスオリンピックの開会式の日。田畑にとって2度目の、そして同じ会場で行われたロサンゼルスオリンピックの開会式を田畑に観て貰いたいと、岩田幸彰は病院の許可を得て、一台のテレビを病室に置いた。
日本選手団の入場から始まり、ロサンゼルスオリンピックが閉会し、日本選手団が皆、無事帰国したのを見届けるかのように、約１ヶ月となる1984年（昭和59年）8月25日の夜に逝去した。享年85歳であった。
戒名は「スポーツの鳳凰を育てることに、心を一つに徹した田畑政治」の意味を持つ「育鳳凰徹心一政居士」と名付けられた。
1964年に開催された東京オリンピック時のIOC会長であったアベリー・ブランデージが亡くなった時、当時の西ドイツ・ガルミッシュで見た、ブランデージの棺に掛けられていた「五輪の旗」を思い出した岩田の提案により、五輪が付いたJOCの旗を田畑の遺体に掛け自宅に運んだ。そして田畑の棺に「JOCの五輪の旗」が掛けられ荼毘に付された。
そして墓は神奈川県川崎市の春秋苑に建てられた。田畑政治は富士山がよく見えるその地に「五輪の旗」と共に眠っている。

## 河野一郎との関係
河野一郎とは朝日新聞社の同僚であったが、田畑は政治部、河野は経済部（農政担当）に所属し、スポーツでは田畑が水泳、河野が陸上競技と対抗する場面が多かったため、世間からは「犬猿の仲」と思われていた。しかし実際には朝日新聞社時代の河野とほとんど会話する機会がなく、一緒に食事をしたこともなかったといい、不仲説は世間が作り出したイメージであった。
田畑と河野の深い関係が始まるのは、公職追放が解除された河野が、追放中の兄の一郎の代役で衆議院神奈川県第3区で当選していた弟の河野謙三（兄の没後に日本陸上競技連盟会長を引き継ぐ）との間で国政選挙の選挙区調整が必要になった際に田畑が兄弟間の仲介を行ってからである（田畑は河野謙三と親しかった。）。これ以降、田畑は河野一郎の日本陸上競技連盟会長就任時に祝辞を述べたり、2人で日本スポーツ界の改革のために競馬法を改正しようと画策したりした。競馬法改正のもくろみは、河野の死によって実現できなかった。

## 親族
長男は元日本放送協会理事の田畑和宏。遠縁にフジテレビジョン初代社長の水野成夫がいる。
静岡県浜松市のまるたや洋菓子店のベイクドチーズケーキは、創業者秋田一雄の妻・公子（こうこ）が、彼女のいとこにあたる田畑あつ子（田畑政治の娘）から、あつ子がアメリカにホームステイした際に知ったオランダ風チーズケーキのレシピを教えられたのが製造のきっかけである。

## 関連作品
映画
- 『おれについてこい!』（1965年、演：島田正吾）

テレビドラマ
- 経済ドキュメンタリードラマ ルビコンの決断『1964東京五輪を招致せよ 〜祖国復興に賭けた男達〜』（2009年、演：綿引勝彦）
- フジテレビ開局55周年記念スペシャルドラマ『東京にオリンピックを呼んだ男』（2014年、演：西田敏行）
- NHK大河ドラマ『いだてん〜東京オリムピック噺〜』（2019年、演：阿部サダヲ〈少年期：山時聡真 / 青年期：原勇弥〉）